# Saint-Léger-Bridereix
Pour les articles homonymes, voir Saint-Léger.
Saint-Léger-Bridereix est une commune française située dans le département de la Creuse, en région Nouvelle-Aquitaine.

## Géographie

### Généralités

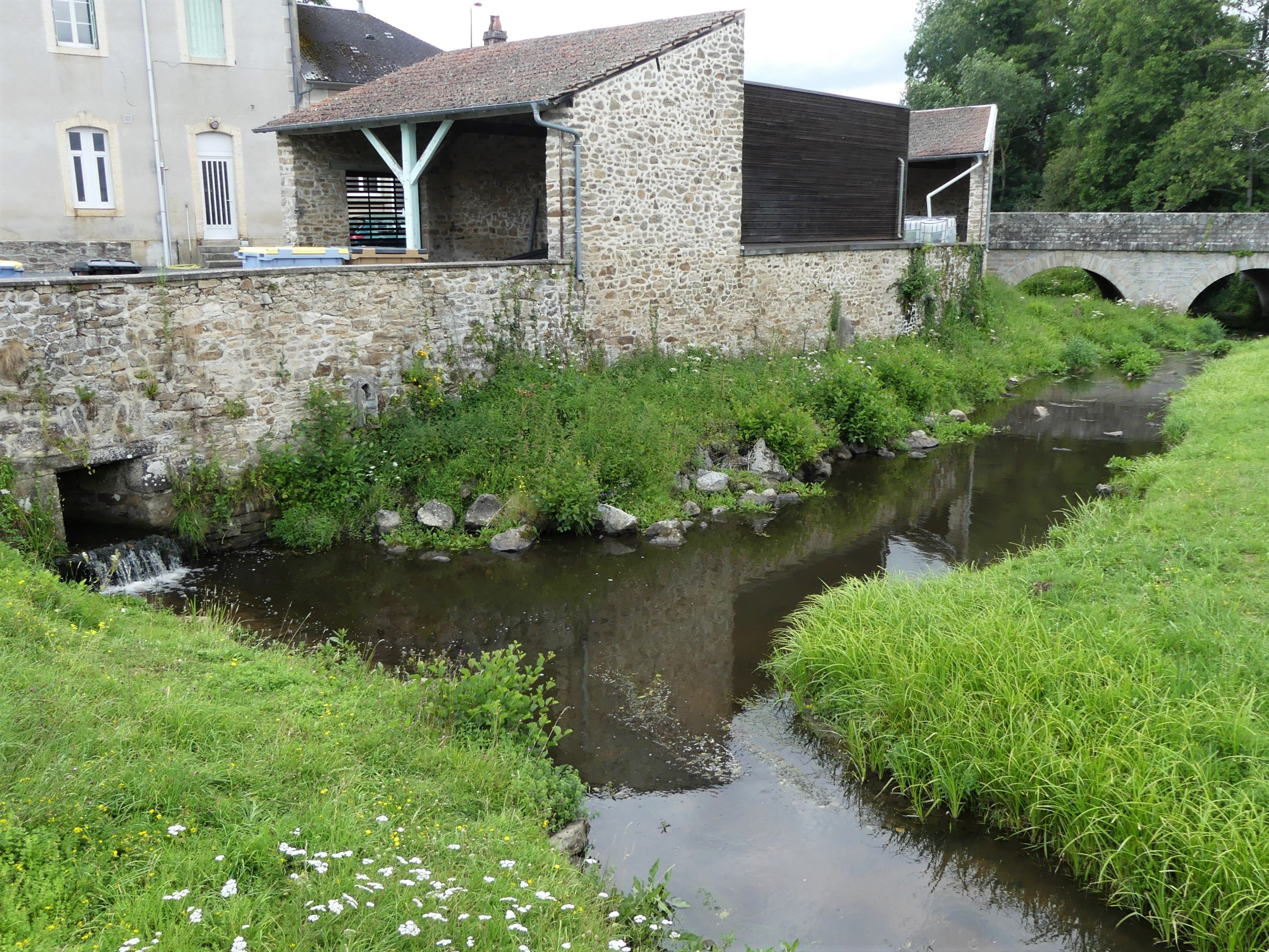
La confluence du ruisseau du Mas (venant de la gauche) avec la Cazine (venant d'en bas à droite).

Dans le quart nord-ouest du département de la Creuse, la commune de Saint-Léger-Bridereix s'étend sur 8,10 km2. Elle est bordée au nord-ouest sur trois kilomètres et demi par la Sédelle, face à Saint-Agnant-de-Versillat et Saint-Germain-Beaupré. Son affluent de rive droite la Cazine traverse l'est de la commune sur quatre kilomètres et demi dont trois et demi servent de limite naturelle avec Colondannes puis Sagnat.
L'altitude minimale avec 283 mètres se trouve localisée à l'extrême nord, là où la Cazine rejoint la Sédelle, rn limite de Sagnat et de Saint-Germain-Beaupré. L'altitude maximale avec 405 mètres est située dans le sud-ouest, près des lieux-dits la Firest et la Malcôte.
À l'intersection des routes départementales (RD) 14, 49 et 951, le petit bourg de Saint-Léger-Bridereix est situé, en distances orthodromiques, neuf kilomètres au nord-est du centre-ville de La Souterraine et vingt-cinq kilomètres à l'ouest-nord-ouest du centre-ville de Guéret, la préfecture.

### Communes limitrophes
Saint-Léger-Bridereix est limitrophe de six autres communes dont Sagnat au nord sur 200 mètres.
| Saint-Germain-Beaupré     | Sagnat                | Colondannes |
| Saint-Agnant-de-Versillat | Saint-Léger-Bridereix |             |
|                           | Noth                  | Naillat     |

### Climat
Pour des articles plus généraux, voir Climat de la Nouvelle-Aquitaine et Climat de la Creuse.
Historiquement, la commune est dans une zone de transition entre le climat océanique limousin et le climat montagnard.  
En 2020, Météo-France publie une typologie des climats de la France métropolitaine dans laquelle la commune est dans une zone de transition entre le climat océanique altéré et le climat de montagne et est dans la région climatique  Ouest et nord-ouest du Massif Central, caractérisée par une pluviométrie annuelle de 900 à 1 500 mm, maximale en automne et en hiver.
Pour la période 1971-2000, la température annuelle moyenne est de 10,9 °C, avec  une amplitude thermique annuelle de 15,1 °C. Le cumul annuel moyen de précipitations est de 946 mm, avec 12,8 jours de précipitations en janvier et 7,9 jours en juillet. Pour la période 1991-2020, la température moyenne annuelle observée sur la station météorologique la plus proche, située sur la commune de Dun-le-Palestel à 6 km à vol d'oiseau, est de 11,4 °C et le cumul annuel moyen de précipitations est de 920,3 mm,. Pour l'avenir, les paramètres climatiques de la commune estimés pour 2050 selon différents scénarios d’émission de gaz à effet de serre sont consultables sur un site dédié publié par Météo-France en novembre 2022.

### Milieux naturels et biodiversité

#### Espaces protégés
La protection réglementaire est le mode d’intervention le plus fort pour préserver des espaces naturels remarquables et leur biodiversité associée,.
Gérée par le Conservatoire d'espaces naturels de Nouvelle-Aquitaine, il existe une aire protégée sur le territoire communal : « les combes de la Cazine - parcelle en maitrise d'usage », ; cette aire qui s'étend sur 16,21 hectares est partagée avec les communes de Colondannes et Naillat.

#### Réseau Natura 2000
Le réseau Natura 2000 est un réseau écologique européen de sites naturels d'intérêt écologique élaboré à partir des directives habitats et oiseaux, constitué de zones spéciales de conservation (ZSC) et de zones de protection spéciale (ZPS).
Aucun site Natura 2000 n'a été défini sur la commune.

#### Zones naturelles d'intérêt écologique, faunistique et floristique
L'inventaire des zones naturelles d'intérêt écologique, faunistique et floristique (ZNIEFF) a pour objectif de réaliser une couverture des zones les plus intéressantes sur le plan écologique, essentiellement dans la perspective d’améliorer la connaissance du patrimoine naturel national et de fournir aux différents décideurs un outil d’aide à la prise en compte de l’environnement dans l’aménagement du territoire.
En 2023, une ZNIEFF est recensée sur la commune d’après l'INPN.
Le site « combes de la Cazine » est une ZNIEFF de type 1, qui s'étend sur 72 hectares, répartie entre les territoires de Colondannes (44 %), Naillat (35 %) et Saint-Léger-Bridereix (21 %),.
Cette zone présente une diversité biologique intéressante avec 44 espèces animales recensées dont huit sont déterminantes (trois insectes, deux mammifères, un oiseau et deux poissons), ainsi que 17 espèces de plantes phanérogames dont sept déterminantes.

Les combes de la Cazine au lieu-dit-Chatillon.
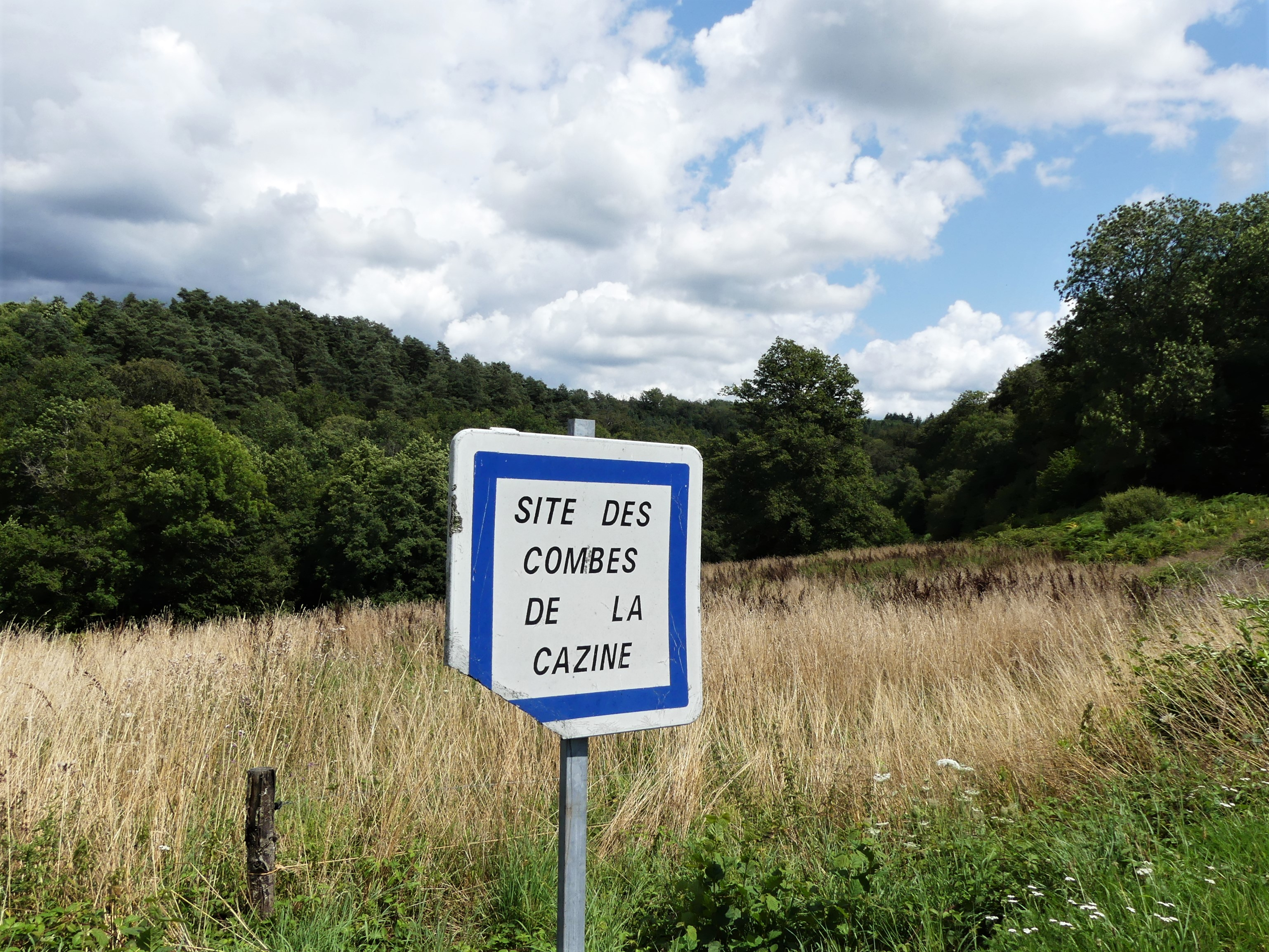
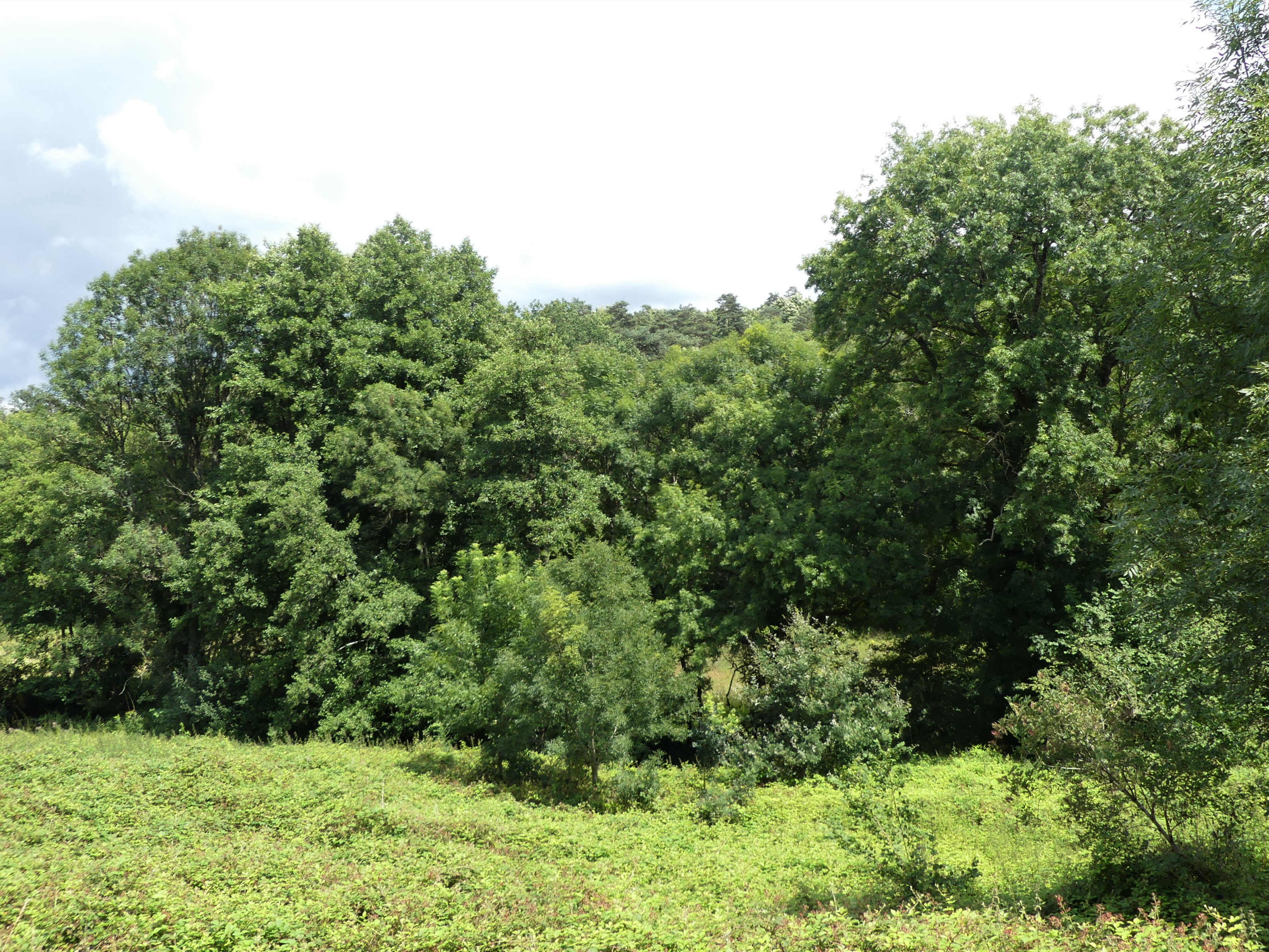
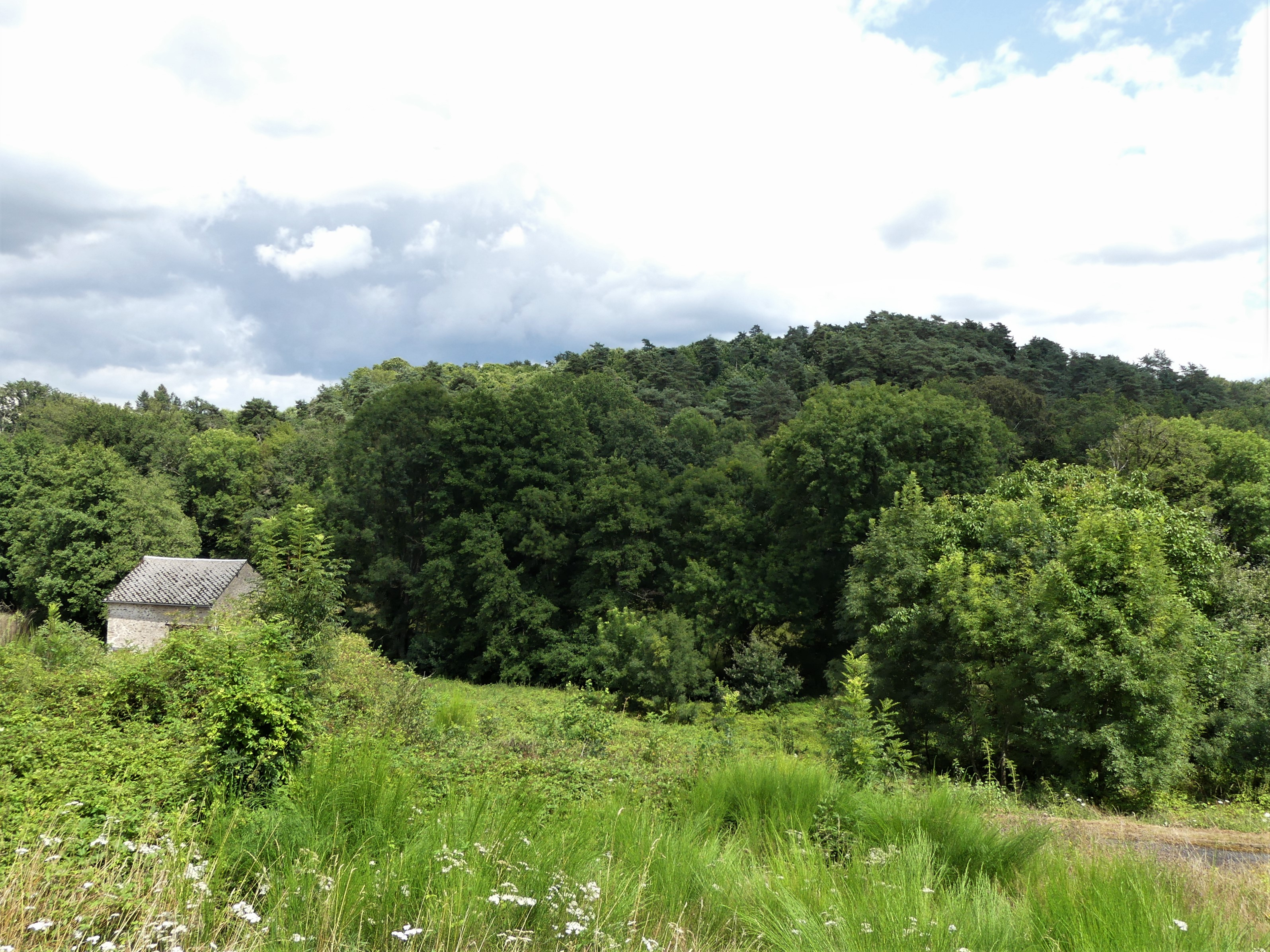
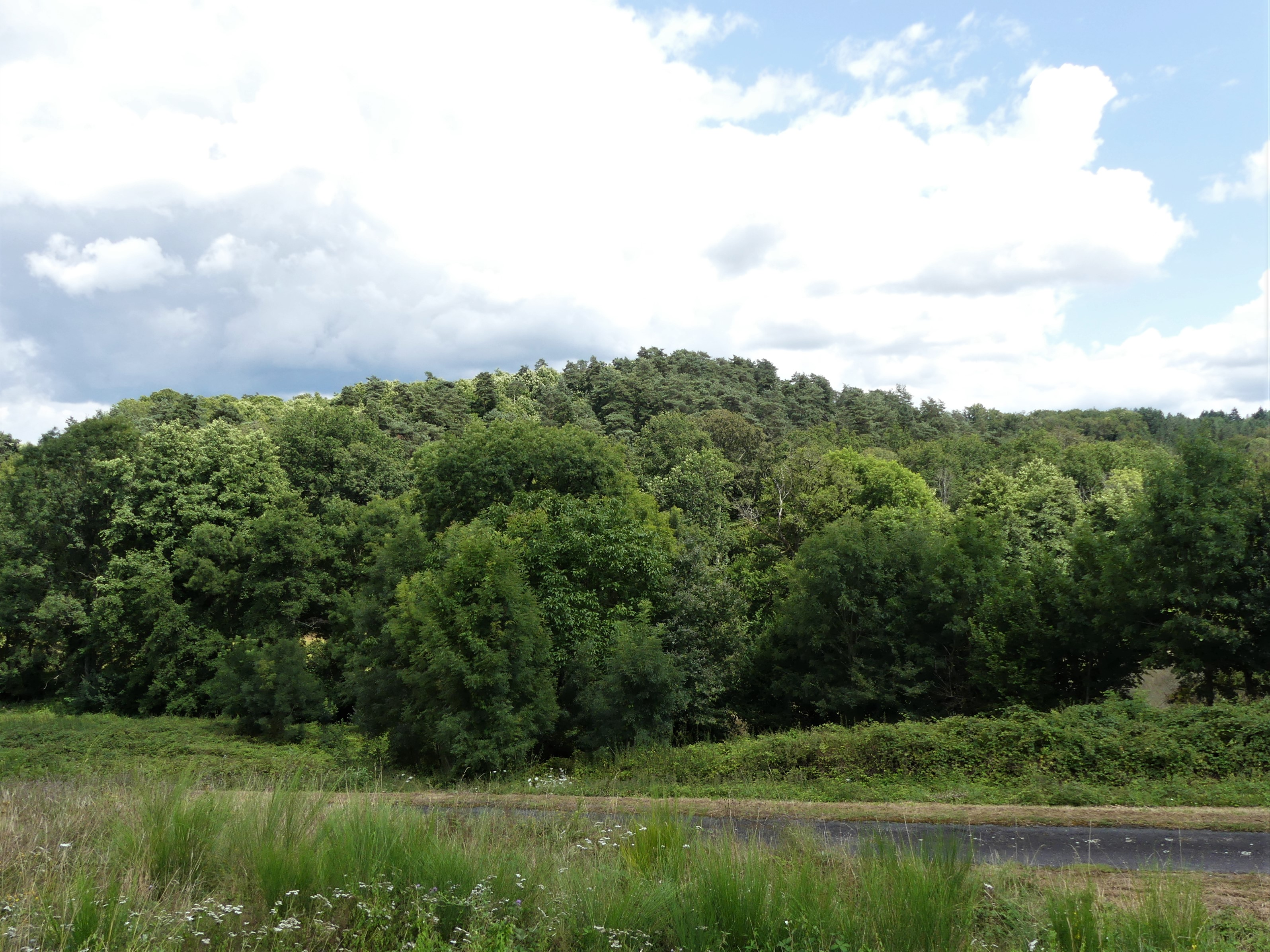

## Urbanisme

### Typologie
Au 1er janvier 2024, Saint-Léger-Bridereix est catégorisée commune rurale à habitat très dispersé, selon la nouvelle grille communale de densité à 7 niveaux définie par l'Insee en 2022.
Elle est située hors unité urbaine. Par ailleurs la commune fait partie de l'aire d'attraction de La Souterraine, dont elle est une commune de la couronne,. Cette aire, qui regroupe 12 communes, est catégorisée dans les aires de moins de 50 000 habitants,.

### Occupation des sols
L'occupation des sols de la commune, telle qu'elle ressort de la base de données européenne d’occupation biophysique des sols Corine Land Cover (CLC), est marquée par l'importance des territoires agricoles (81,2 % en 2018), une proportion identique à celle de 1990 (81,2 %). La répartition détaillée en 2018 est la suivante : 
prairies (45,5 %), zones agricoles hétérogènes (35,7 %), forêts (15,9 %), zones urbanisées (2,9 %). L'évolution de l’occupation des sols de la commune et de ses infrastructures peut être observée sur les différentes représentations cartographiques du territoire : la carte de Cassini (XVIIIe siècle), la carte d'état-major (1820-1866) et les cartes ou photos aériennes de l'IGN pour la période actuelle (1950 à aujourd'hui).

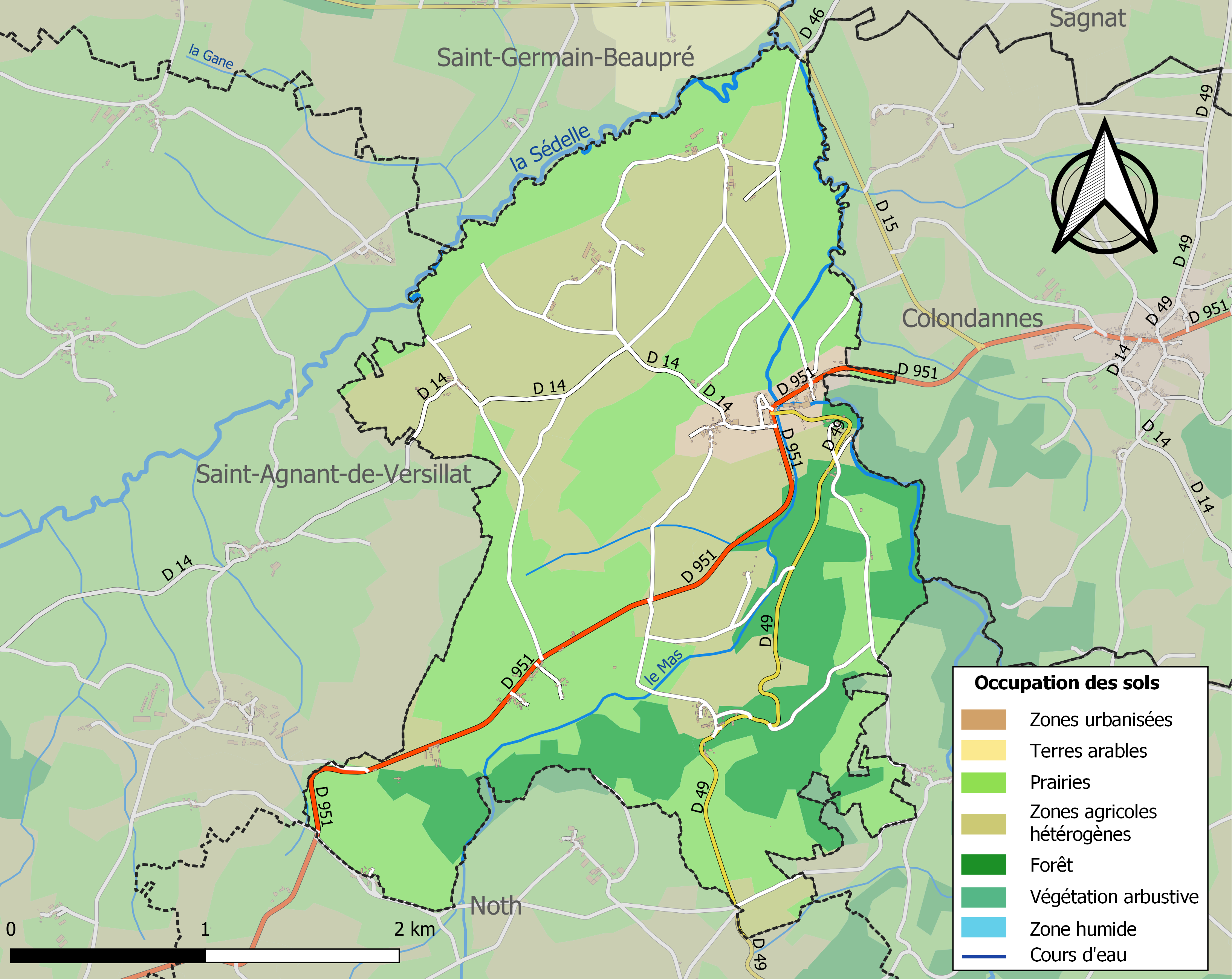
Carte des infrastructures et de l'occupation des sols de la commune en 2018 (CLC).

### Villages, hameaux et lieux-dits
Outre le bourg de Saint-Léger-Bridereix proprement dit, le territoire communal se compose de qualques autres villages, hameaux ou lieux-dits :
- la Bussière
- Chatillon
- la Forest
- le Fresse
- la Guillerie
- les Landes
- Lascroux
- la Malcôte
- le Masrouzeau
- la Rue
- Vavre.

### Transport routier
- Réseau TransCreuse

### Risques majeurs
Le territoire de la commune de Saint-Léger-Bridereix est vulnérable à différents aléas naturels : météorologiques (tempête, orage, neige, grand froid, canicule ou sécheresse) et séisme (sismicité faible). Il est également exposé à un risque particulier : le risque de radon. Un site publié par le BRGM permet d'évaluer simplement et rapidement les risques d'un bien localisé soit par son adresse soit par le numéro de sa parcelle.

#### Risques naturels

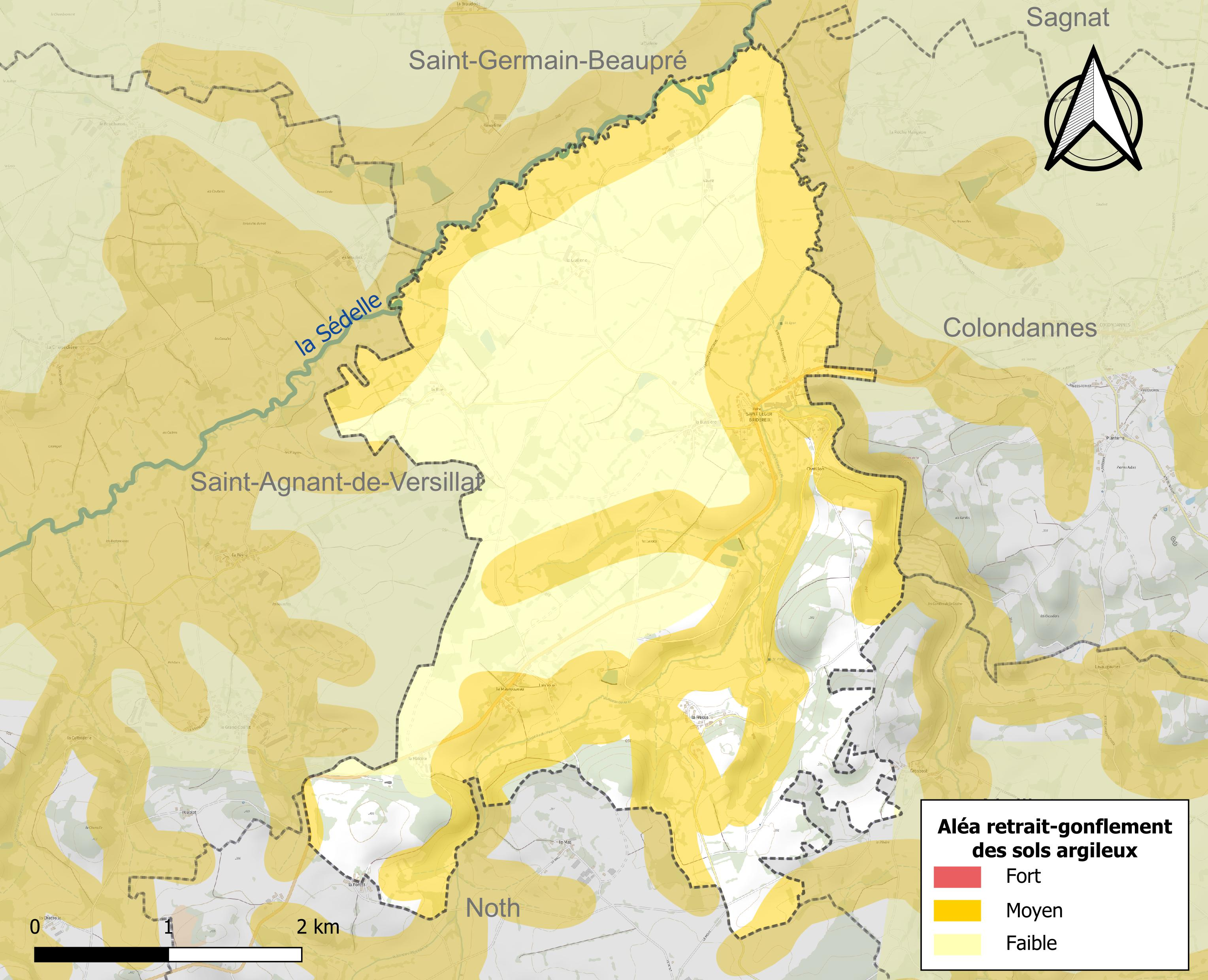
Carte des zones d'aléa retrait-gonflement des sols argileux de Saint-Léger-Bridereix.

Le retrait-gonflement des sols argileux est susceptible d'engendrer des dommages importants aux bâtiments en cas d’alternance de périodes de sécheresse et de pluie. 45,1 % de la superficie communale est en aléa moyen ou fort (33,6 % au niveau départemental et 48,5 % au niveau national). Sur les 134 bâtiments dénombrés sur la commune en 2019,  72 sont en aléa moyen ou fort, soit 54 %, à comparer aux 25 % au niveau départemental et 54 % au niveau national. Une cartographie de l'exposition du territoire national au retrait gonflement des sols argileux est disponible sur le site du BRGM,.
Par ailleurs, afin de mieux appréhender le risque d’affaissement de terrain, l'inventaire national des cavités souterraines permet de localiser celles situées sur la commune.
La commune a été reconnue en état de catastrophe naturelle au titre des dommages causés par les inondations et coulées de boue survenues en 1982 et 1999. Concernant les mouvements de terrains, la commune a été reconnue en état de catastrophe naturelle au titre des dommages causés par des mouvements de terrain en 1999.

#### Risque particulier
Dans plusieurs parties du territoire national, le radon, accumulé dans certains logements ou autres locaux, peut constituer une source significative d’exposition de la population aux rayonnements ionisants. Certaines communes du département sont concernées par le risque radon à un niveau plus ou moins élevé. Selon la classification de 2018, la commune de Saint-Léger-Bridereix est classée en zone 3, à savoir zone à potentiel radon significatif.

## Histoire
Le territoire actuel de la commune a fait l'objet d'une occupation humaine à l'époque gallo-romaine comme l'atteste la présence de coffres funéraires de cette époque.
Au Moyen Âge, la paroisse dépendait de la vicomté de Bridiers.
La commune, appelée dans un premier temps Saint-Léger, est née dans les premières années de la Révolution française. Elle a ensuite pris son nom actuel pour la différencier des nombreuses autres communes homonymes, dont une dans le même département (Saint-Léger-le-Guérétois).

## Politique et administration

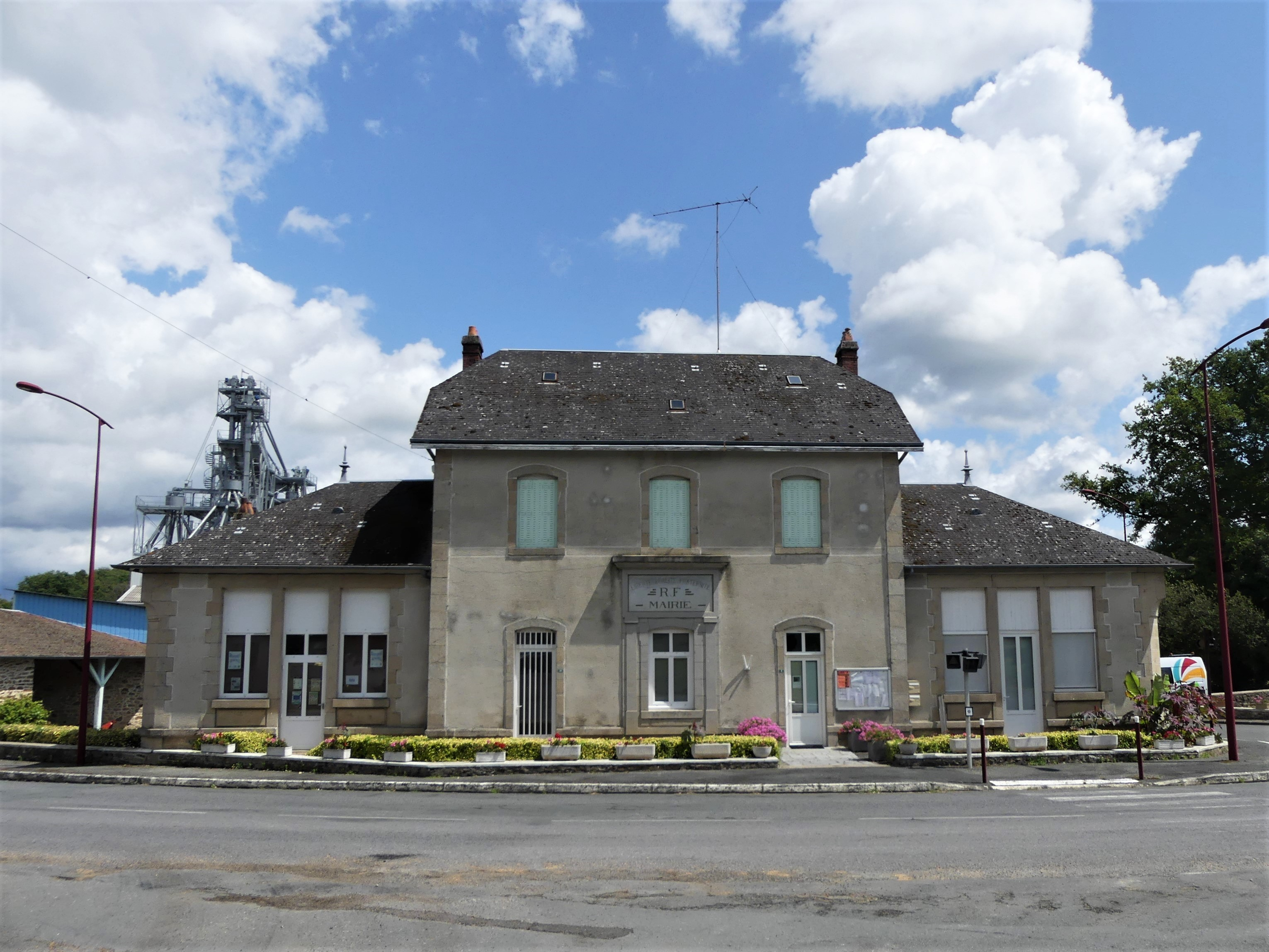
La mairie en 2023.

| Période                                  | Période   | Identité        | Étiquette | Qualité             |
| ---------------------------------------- | --------- | --------------- | --------- | ------------------- |
| Les données manquantes sont à compléter. |           |                 |           |                     |
|                                          |           |                 |           |                     |
| avant 1981                               |           | Pierrette Jamot | PCF       |                     |
|                                          |           |                 |           |                     |
| mars 2001                                | mars 2008 | Daniel Carry    |           |                     |
| mars 2008                                | En cours  | Michel Burille  | PS        | enseignant retraité |

## Population et société

### Démographie
L'évolution du nombre d'habitants est connue à travers les recensements de la population effectués dans la commune depuis 1793. Pour les communes de moins de 10 000 habitants, une enquête de recensement portant sur toute la population est réalisée tous les cinq ans, les populations de référence des années intermédiaires étant quant à elles estimées par interpolation ou extrapolation. Pour la commune, le premier recensement exhaustif entrant dans le cadre du nouveau dispositif a été réalisé en 2006.

En 2022, la commune comptait 165 habitants, en évolution de −17,5 % par rapport à 2016 (Creuse : −3,32 %, France hors Mayotte : +2,11 %).
| 1793 | 1800 | 1806 | 1821 | 1831 | 1836 | 1841 | 1846 | 1851 |
| ---- | ---- | ---- | ---- | ---- | ---- | ---- | ---- | ---- |
| 306  | 275  | 503  | 360  | 388  | 448  | 469  | 470  | 439  |

| 1856 | 1861 | 1866 | 1872 | 1876 | 1881 | 1886 | 1891 | 1896 |
| ---- | ---- | ---- | ---- | ---- | ---- | ---- | ---- | ---- |
| 438  | 436  | 463  | 467  | 451  | 440  | 401  | 385  | 385  |

| 1901 | 1906 | 1911 | 1921 | 1926 | 1931 | 1936 | 1946 | 1954 |
| ---- | ---- | ---- | ---- | ---- | ---- | ---- | ---- | ---- |
| 388  | 400  | 392  | 369  | 380  | 360  | 347  | 332  | 284  |

| 1962 | 1968 | 1975 | 1982 | 1990 | 1999 | 2006 | 2011 | 2016 |
| ---- | ---- | ---- | ---- | ---- | ---- | ---- | ---- | ---- |
| 281  | 262  | 236  | 210  | 184  | 174  | 190  | 202  | 200  |

| 2021 | 2022 | - | - | - | - | - | - | - |
| ---- | ---- | - | - | - | - | - | - | - |
| 175  | 165  | - | - | - | - | - | - | - |

## Économie

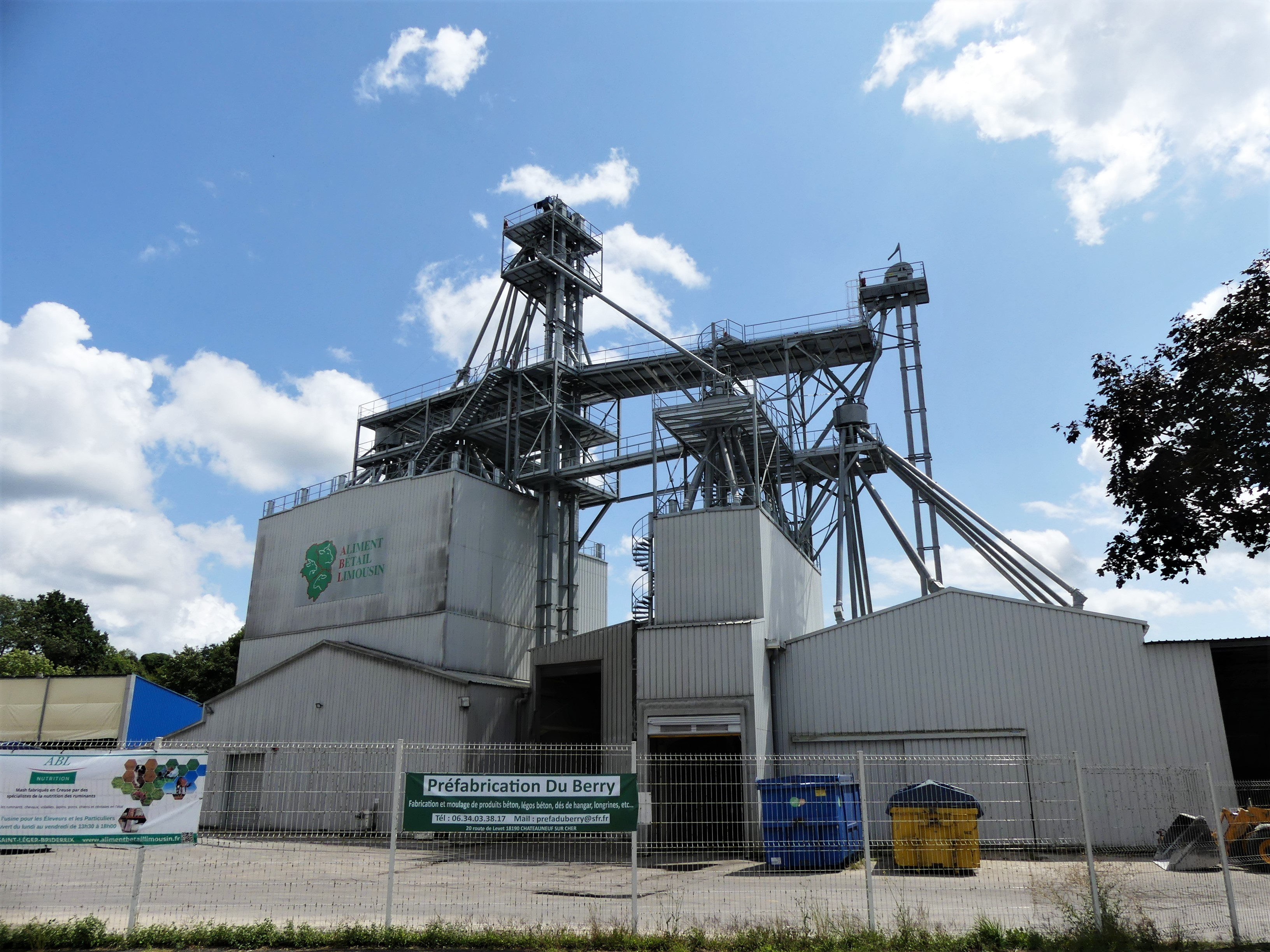
L'usine Aliment bétail Limousin.

Dans cette commune rurale, une importante entreprise de fabrication d'aliments pour animaux de ferme, « Aliment bétail Limousin SAS », est implantée au bourg de Saint-Léger-Bridereix.

## Culture locale et patrimoine

### Lieux et monuments
- Église Saint-Léger de Saint-Léger-Bridereix. Elle est inscrite à l'Inventaire général du patrimoine culturel[36]. Mentionné au XIe siècle, l'édifice actuel semble dater du XIIIe siècle avec ajout au XIVe siècle d'une chapelle latérale sud et restauration de la nef au XIXe siècle.
- Château de la Malcôte, édifié dans les années 1920[37].
- Manoir du XVe – XVIe siècle en ruines au lieu-dit Chatillon[38].

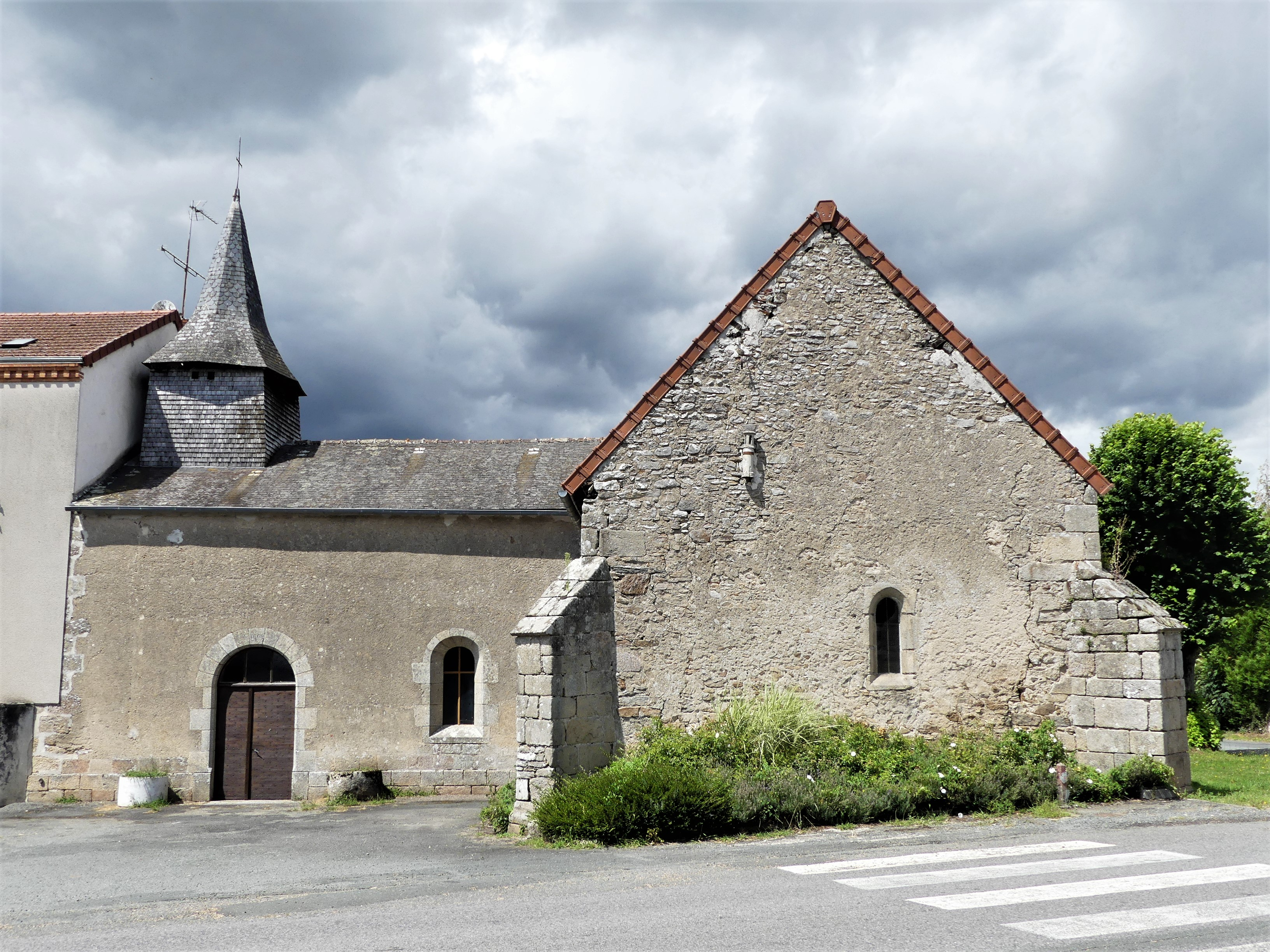
La façade et la chapelle sud de l'église Saint-Léger.
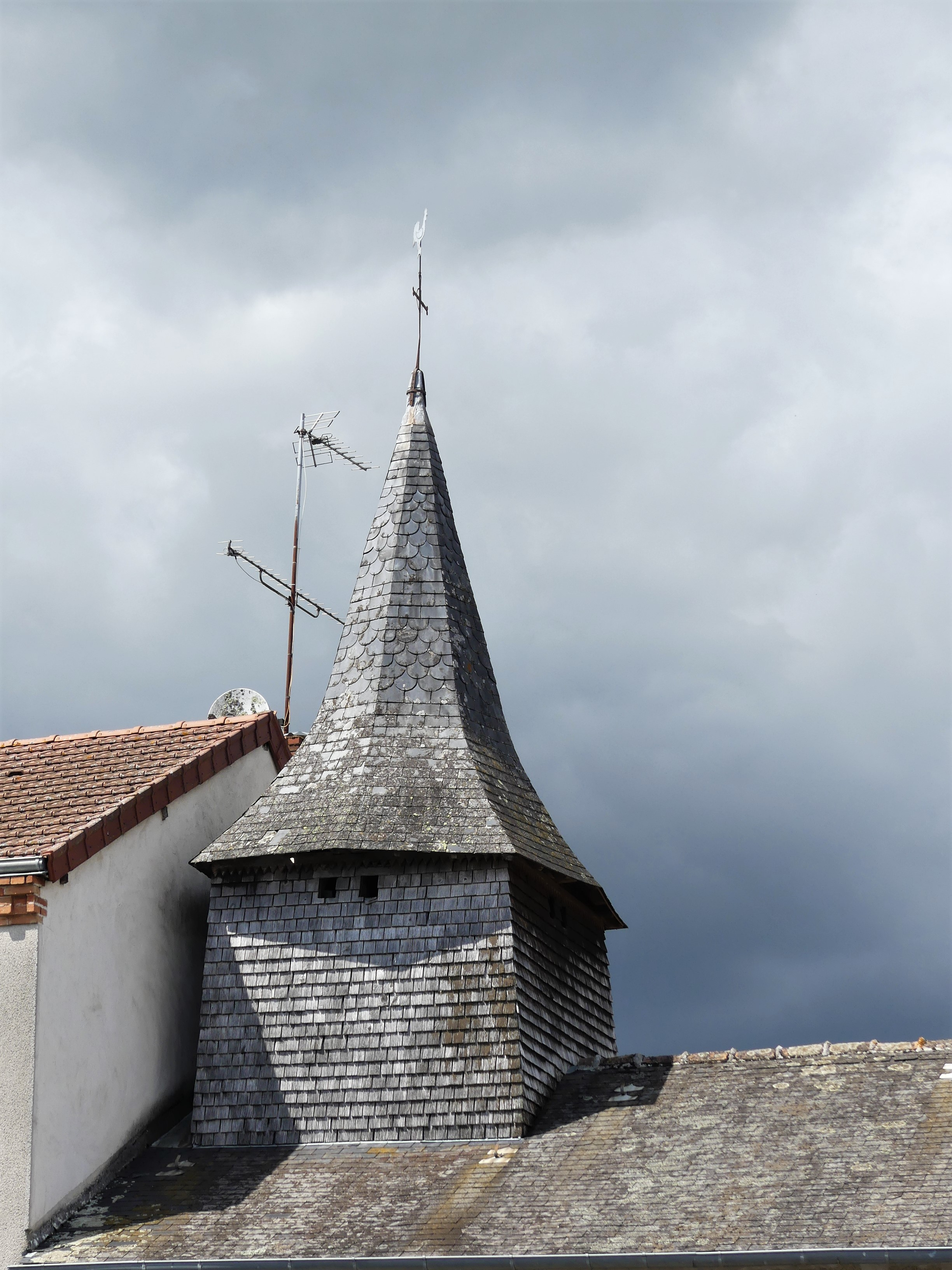
Le clocher recouvert de bardeaux.
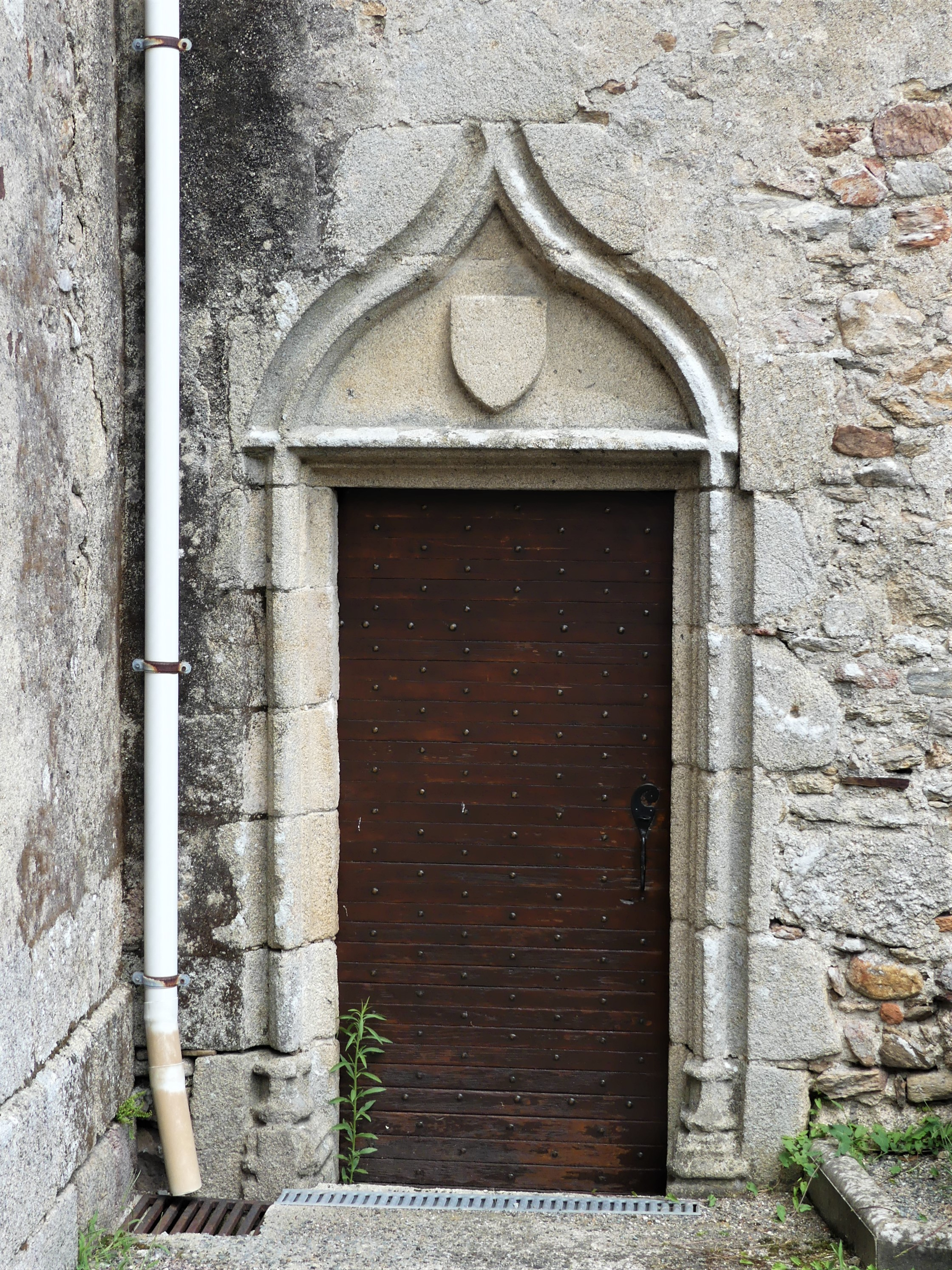
La porte d'accès à la chapelle sud.
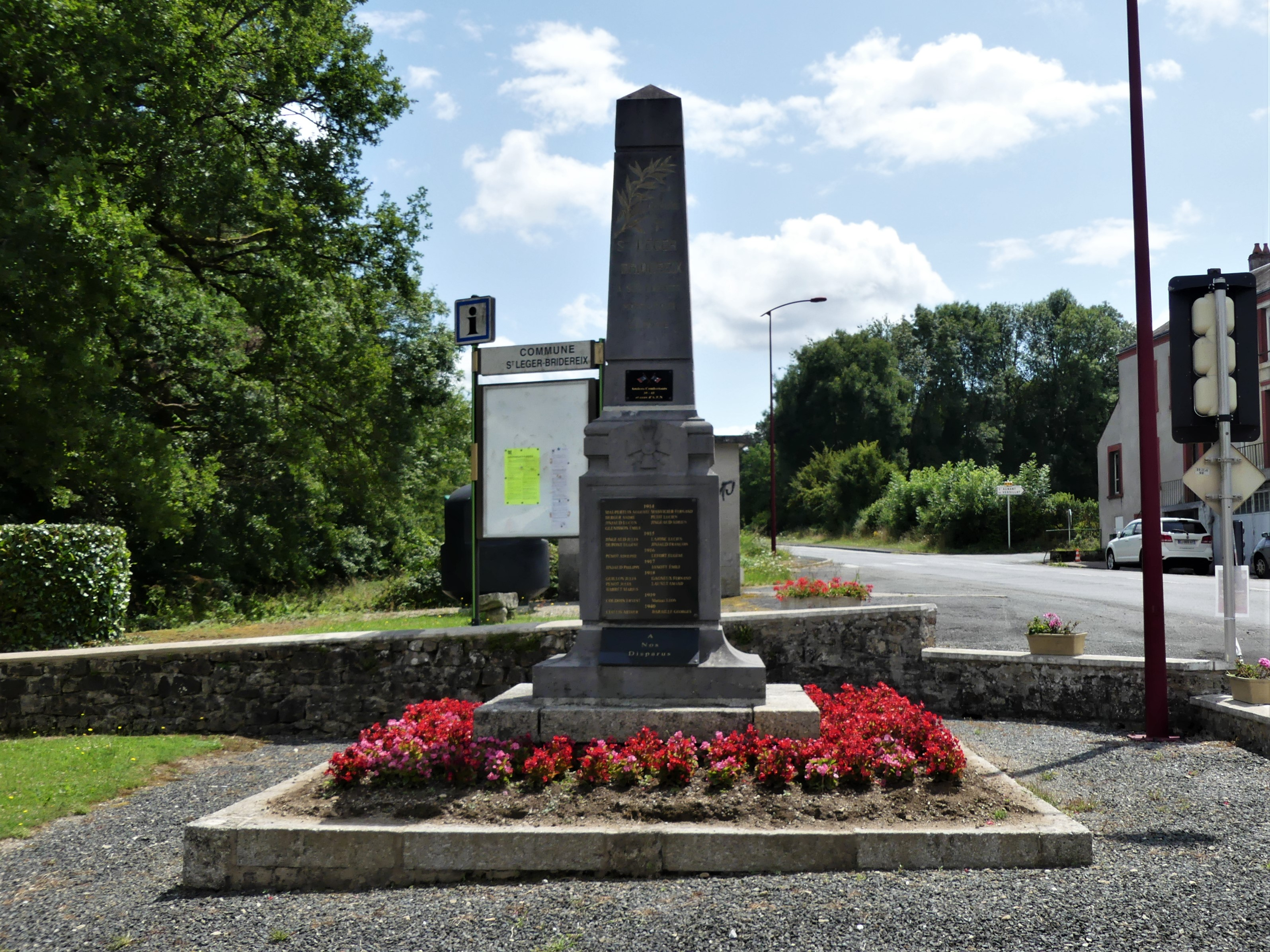
Le monument aux morts.
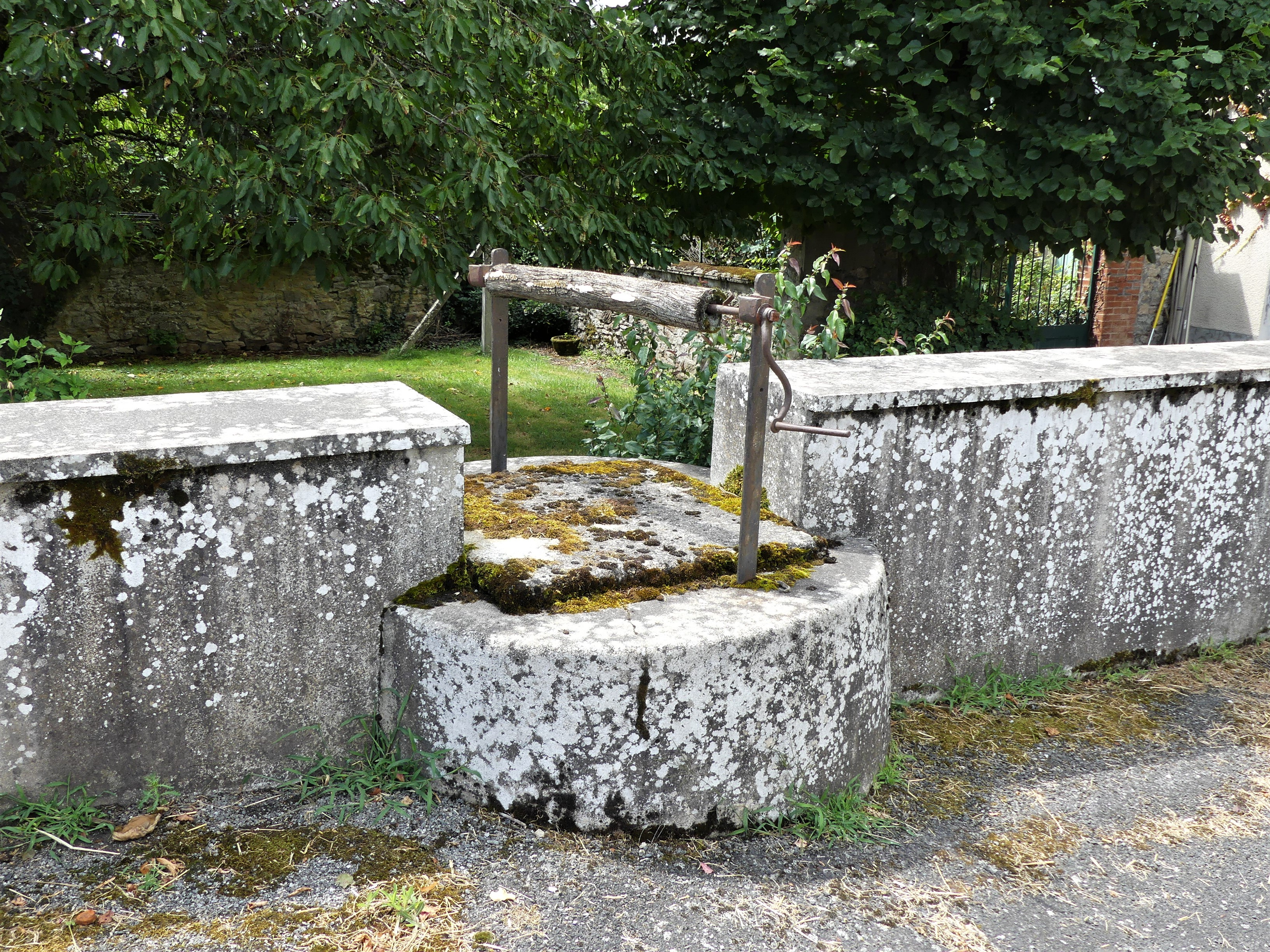
Puits à côté de l'église.